# جزم خمري
جزم خمري (الاسم العلمي: Carpodacus vinaceus) (بالإنجليزية: Vinaceous Rosefinch)‏ هو نوع من الطيور يتبع جنس الجزم من فصيلة الشرشوريات.